# Sindrome EEC
La sindrome EEC, dall'inglese ectrodactyly–ectodermal dysplasia–cleft syndrome, in italiano ectrodattilia - displasia ectodermica - labiopalatoschisi, è una rara forma di displasia ectodermica, un disordine autosomico dominante ereditario.
La sindrome è caratterizzata dalla triade quali ectrodactilia, displasia ectodermica e malformazione facciale. Altre caratteristiche riscontrabili sono labiopalatoschisi, anoftalmia/microftalmia, atrofia cutanea, anodontia/microdonzia, anotia, agenesia/ipoplasia del rene mono o bilaterale.